# Arthur Clays
Pour les articles homonymes, voir Clays.
Joseph Arthur Clays, né le 25 février 1893 à Courtrai et décédé dans la même ville le 19 octobre 1961 fut un homme politique belge socialiste.
Issu d'une famille pauvre avec huit enfants, Clays travailla dès ses 11 ans à l'usine. Il y rencontra Joseph Coole et il devint secrétaire local du parti ouvrier belge et employé auprès de la Fédération courtraisienne des syndicats.
Il fut élu conseiller communal de Courtrai dès 1927, devint député suppléant en 1932 et sénateur de Courtrai-Ypres de 1932 à 1961.